# Biały honor, biała duma vol.2
Biały honor, biała duma vol.2 – album polskiego zespołu rockowego Konkwista 88, wydany w 2001 przez Narodową Scenę Rockową.

## Lista utworów
1. Krew naszej rasy
2. Europejska pieśń o chwale
3. Ojczysta ziemia
4. Nienawiść
5. Skinheads
6. Wolność lub śmierć
7. 81
8. Wróg numer 1
9. Walcz!
10. RPA
11. Jeden front
12. Godzina zemsty
13. Moja idea
14. Zdradzony naród
15. Bramy Valhalli